# Majega
Majega (ros. Маега) – wieś w Rosji, w rejonie wołogodzkim obwodu wołogodzkiego. W 2010 r. liczyła 17 mieszkańców.